# Vittskövle församling
Vittskövle församling var en församling i Lunds stift och i Kristianstads kommun. Församlingen uppgick 2010 i Degeberga församling.

## Administrativ historik
Församlingen har medeltida ursprung.
Församlingen utgjorde tidigt ett eget pastorat för att från omkring 1500 till 1952 vara moderförsamling i pastoratet Vittskövle och Degeberga. Från 1952 till 2010 var den annexförsamling i pastoratet Degeberga och Vittskövle som från 1962 även omfattade församlingarna Maglehem, Hörröd och Huaröd. Församlingen uppgick 2010 i Degeberga församling.

## Kyrkor
- Vittskövle kyrka